# اطلاع‌یابی
اطلاع‌یابی، فرایند یا فعالیت مبادرت به کسب اطلاعات در زمینه‌های علوم انسانی و فناوری است. اطلاع‌یابی با بازیابی اطلاعات مرتبط است، اما همچنان با آن تفاوت دارد.
بخشی از پژوهش‌های علوم کتابداری و اطلاع‌رسانی به کار اطلاع‌یابی شاغلان در حوزه‌های مختلف کار حرفه‌ای متمرکز است. این مطالعات برای بررسی رفتار اطلاع‌یابی کتابدارها، دانشگاهیان، متخصصان پزشکی، مهندسان و حقوق‌دانان انجام می‌شود.

## مهارتهای اطلاع یابی
یان مال لی، مهارتهای اطلاع یابی را شامل مهارتهای بازیابی، ارزیابی، سازماندهی و تبادل اطلاعات می‌داند.
الف) مهارتهای بازیابی: شناخت منابع اطلاعاتی، مهارت در استراتژیهای جستجو و توان استفاده از نمایه نامه‌ها و چکیده نامه‌ها
ب) مهارتهای ارزیابی: دانش انتخاب و ارزیابی اطلاعات، مهارت در استراتژی اطلاعات
ج) مهارتهای سازماندهی: مهارت در یادداشت برداری از کتابها و نشریات، مهارت در ذخیره‌سازی فردی اطلاعات
د) مهارتهای تبادل اطلاعات: توانایی علمی نویسی
به مجموعه این مهارتها سواد اطلاعاتی می‌گویند از دیدگاه کمیته سواد اطلاعاتی انجمن کتابداران ایالات متحده؛ سواد اطلاعاتی شامل توانایی تشخیص نیاز اطلاعاتی، توانایی جایابی، دسترسی، ارزیابی و استفاده مؤثر از اطلاعات مورد نیاز می‌باشد.

## نگارخانه

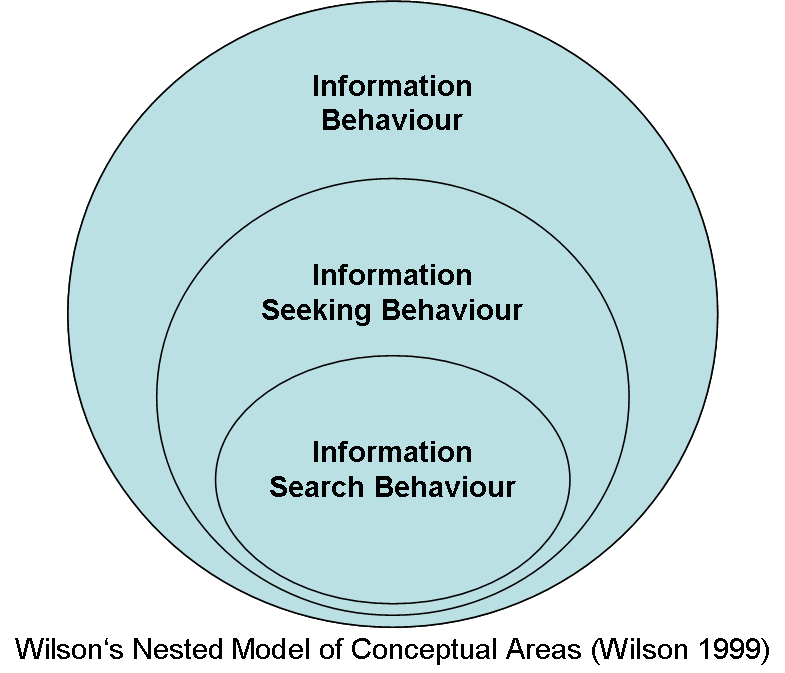